# 決めろ!フィニッシュ
『決めろ!フィニッシュ』（きめろ フィニッシュ）は、1972年（昭和47年）5月28日から同年10月1日まで、東宝の製作によりTBS系列の毎週日曜日19：00 - 19：30の『タケダアワー』で放送された女子体操を扱ったテレビドラマである。全18話。

## 概要
ミュンヘンオリンピックの開催に伴い制作されたいわゆるスポ根ドラマである。ヒロインの「白鳥みゆき」とその恋人の「小野次郎」が幾多の挫折を乗り越え成長する過程を描いた。タイトルは、宣弘社の東京本社営業部に在籍していた渡辺邦彦が付けたものが採用された。
提供スポンサーは武田薬品工業一社。タケダアワーの一作だが、女性が主人公のドラマは1960年4月3日 - 同年7月31日放送の『泣き笑いさくらんぼ劇団』（主演：笠置シズ子）以来12年振りの放送となった。
番組で使用された体操用具は、タイアップとして同じタケダアワーで放送された『ガッツジュン』からの繋がりで、美津濃の用具が使用された。
視聴率は、初回の7.3%から徐々に上昇し、終盤には10%台を記録し続けた。前番組『シルバー仮面ジャイアント』から続く裏番組『ミラーマン』（フジテレビ系列）との視聴率争いでは、逆転するには至らなかったものの、同作品の視聴率が下降気味であったこともあり肉薄していた。書籍『ミラーマン大全』では、本作品は特撮ヒーロー番組『シルバー仮面ジャイアント』から『アイアンキング』へ橋渡しするためのつなぎ番組であった可能性を推測している。プロデューサーの橋本洋二は、前番組である『シルバー仮面』の企画がまとまらないままクランクインした反省から、後番組である『アイアンキング』の準備時間をかけるために本作を18話で終了した旨の発言をしている。

## あらすじ
女子体操の名門、東和学園高校の新入生・白鳥みゆき（志摩みずえ）は、幼馴染の棒高跳びの選手である小野次郎（三ツ木清隆）の励ましと特訓により高所恐怖症を克服、さらに困難な段違い平行棒をマスターするなどして、レギュラーに選ばれる。だが、次郎の突然の転校からスランプになるなどさまざまな挫折を経ながら「日本のベラ・チャスラフスカ」をめざしていく。

## スタッフ
- プロデューサー：香取擁史（東宝）、橋本洋二 [注釈 1]（TBS）
- 音楽：小川よしあき、渡辺岳夫(第10話から)
- 撮影：内海正治、田端金重、田島文雄
- 美術：儘田俊雄
- 照明：隠田紀一
- 録音：大庭　弘
- 編集：清水邦夫
- 助監督：吉高勝之
- 整音：竹内和義
- 制作担当者：小島高治
- ユニット・マネージャー：新野悟
- 現像：東京現像所
- 制作協力：国際放映
- 協力：美津濃スポーツ、藤沢商業高等学校、鴨川ロイヤルホテル(第9~10話)、名勝 仁右衛門島(同前)
- 製作：東宝、TBS

## キャスト
- 白鳥みゆき：志摩みずえ
- 小野次郎：三ツ木清隆
- 坂井コーチ：中山仁
- みゆきの母：白川由美
- おじさん（一郎少年の父）：坂上二郎
- 星わかば：新井春美
- 井川啓子：児島美ゆき（第5話から）
- 神かがり：萩生田千津子（第11話から）
- 星夏子（鷹羽高校コーチ・わかばの姉）：中山麻里
- 大川町子（東和学園キャプテン）：森るみ子
- 藤サチ：小林亜紀子
- 東和学園部員：木村由貴子、宮前ゆかり（第4話まで）、四方正美（第5話から）、高橋ひとみ、本田のぶ子、千崎ゆか、宮本通子
- ナレーション：和田一壮（第1話）、中江真司（第2話以降）

## 主題歌
- 「決めろ!フィニッシュ」　作詞：たかたかし、作曲・編曲：森田公一、歌：沢まき子（東京レコード[注釈 2]。）

## 放映リスト（サブタイトル）
| 話数 | 放映日 (1972年) | サブタイトル             | 脚本     | 監督     | ゲスト                       |
| ---- | --------------- | ------------------------ | -------- | -------- | ---------------------------- |
| 1    | 5.28            | 私の命ウルトラC          | 上原正三 | 児玉進   | 内藤武敏                     |
| 2    | 6.4             | わが愛の二回転ひねり     | 上原正三 | 児玉進   | 千秋実                       |
| 3    | 6.11            | 白鳥（スワン）の涙は星に | 上原正三 | 長野卓   |                              |
| 4    | 6.18            | 美しくマットに燃えて     | 上原正三 | 長野卓   | 千秋実                       |
| 5    | 6.25            | ライバルは朝風のように   | 加瀬高之 | 児玉進   | 児島美ゆき                   |
| 6    | 7.2             | ひとりぼっちの対決       | 加瀬高之 | 児玉進   | 児島美ゆき                   |
| 7    | 7.9             | 栄光への小さな友情       | 加瀬高之 | 長野卓   | 仲雅美                       |
| 8    | 7.16            | 決戦の日は涙が輝く       | 加瀬高之 | 長野卓   | 仲雅美                       |
| 9    | 7.30            | 15才の海                 | 上原正三 | 児玉進   | 真山譲次                     |
| 10   | 8.6             | 太陽のけものたち         | 上原正三 | 児玉進   | 真山譲次                     |
| 11   | 8.13            | 対決! インターハイ       | 上原正三 | 児玉進   | 遠山智英子                   |
| 12   | 8.20            | 勝利への足あと           | 加瀬高之 | 金谷稔   | 西城秀樹、車だん吉、岩がん太 |
| 13   | 8.27            | 心にトロフィーを持て     | 加瀬高之 | 金谷稔   | 西城秀樹、車だん吉、岩がん太 |
| 14   | 9.3             | 栄光の星は誰の胸に       | 加瀬高之 | 金谷稔   |                              |
| 15   | 9.10            | カナダの夕陽が呼んでいる | 上原正三 | 今村明男 | 下條正己                     |
| 16   | 9.17            | その時みゆきは…          | 上原正三 | 今村明男 |                              |
| 17   | 9.24            | 一文字がえし             | 上原正三 | 児玉進   | 沖雅也、梅田智子             |
| 18   | 10.1            | 明日への旅立ち           | 上原正三 | 児玉進   | 沖雅也、梅田智子、青木英美   |

※7月23日はオールスターゲーム・第2戦中継（19:00 - 21:26）のため休止。

## ロケ地
- みゆきがライバル・星わかばと遭遇し会話するシーンなどで、世田谷を流れる野川に掛かる「野川水道橋」とその周辺が度々使用された。
- 東和学園は藤沢商業高等学校(現在の藤沢翔陵高等学校)が使用された。また、練習場には東京都新宿区百人町（JR大久保駅近く）にある「スポーツ会館」が使用された。

## 漫画
- 小学一年生 1972年8月号 - 10月号 作画：いしだひさよ
- 小学二年生 1972年8月号 - 10月号 作画：小林ひでこ
- 小学三年生 1972年8月号 - 10月号 作画：早瀬マキ
- 小学四年生 1972年7月号 - 10月号 作画：田中美智子
- 小学五年生 1972年7月号 - 10月号 作画：いしだひさよ
- 小学六年生 1972年7月号 - 10月号 作画：早瀬マキ